# Кемаль Адемі
Кемаль Адемі (нім. Kemal Ademi, нар. 23 січня 1996, Філлінген-Швеннінген) — німецький і швейцарський футболіст, нападник клубу «Хімки».

## Ігрова кар'єра
Народився 23 січня 1996 року в німецькому місті Філлінген-Швеннінген у родині косовських албанців. Вихованець юнацьких команд футбольних клубів «Герізау» і «Аппенцеллерлянд». Згодом перебрався до Швейцарії, приєднавшись до академії «Санкт-Галлена». Протягом 2014–2015 років грав за молодіжну команду клубу у третьому швейцарському дивізіоні.
2015 року уклав контракт з німецьким клубом «Гоффенгайм 1899» і протягом наступних трьох років грав за його другу команду у Регіналлізі, взявши участь у 34 матчах першості.
Влітку 2018 року повернувся до Швейцарії, ставши гравцем «Ксамакса», після успішних виступів за який наступного літа уклав чотирирічний контракт з «Базелем». Протягом свого першого сезону у команді з Базеля габаритний нападник відіграв за неї 26 матчів у національному чемпіонаті, відзначившись 13 забитими голами.

## Статистика виступів

### Статистика клубних виступів
Станом на 7 серпня 2020 року
| Сезон                     | Команда                   | Чемпіонат                 | Чемпіонат | Чемпіонат | Національний кубок | Національний кубок | Національний кубок | Континентальні кубки | Континентальні кубки | Континентальні кубки | Інші змагання | Інші змагання | Інші змагання | Усього | Усього | Усього |
| Сезон                     | Команда                   | Ліга                      | Ігор      | Голів     | Ліга               | Ігор               | Голів              | Ліга                 | Ігор                 | Голів                | Ліга          | Ігор          | Голів         | Ігор   | Голів  |        |
| ------------------------- | ------------------------- | ------------------------- | --------- | --------- | ------------------ | ------------------ | ------------------ | -------------------- | -------------------- | -------------------- | ------------- | ------------- | ------------- | ------ | ------ | ------ |
| 2014–15                   | «Санкт-Галлен» U-21       | ПЛП                       | 13        | 4         | -                  | -                  | -                  | -                    | -                    | -                    | -             | -             | -             | 13     | 4      |        |
| 2015–16                   | «Гоффенгайм 1899» II      | РЛ                        | 15        | 0         | -                  | -                  | -                  | -                    | -                    | -                    | -             | -             | -             | 15     | 0      |        |
| 2016–17                   | «Гоффенгайм 1899» II      | РЛ                        | 19        | 3         | -                  | -                  | -                  | -                    | -                    | -                    | -             | -             | -             | 19     | 3      |        |
| 2017–18                   | «Гоффенгайм 1899» II      | РЛ                        | 0         | 0         | -                  | -                  | -                  | -                    | -                    | -                    | -             | -             | -             | 0      | 0      |        |
| Усього за «Гоффенгайм II» | Усього за «Гоффенгайм II» | Усього за «Гоффенгайм II» | 34        | 3         |                    | -                  | -                  |                      | -                    | -                    |               | -             | -             | 34     | 3      |        |
| 2018–19                   | «Ксамакс»                 | СЛ                        | 26+2      | 8+1       | КШ                 | 3                  | 1                  | -                    | -                    | -                    | -             | -             | -             | 31     | 10     |        |
| 2019–20                   | «Базель»                  | СЛ                        | 26        | 13        | КШ                 | 3                  | 1                  | ЛЧ+ЛЄ                | 3+8                  | 1+0                  | -             | -             | -             | 40     | 15     |        |
| Усього за кар'єру         | Усього за кар'єру         | Усього за кар'єру         | 99+2      | ?1        |                    | 6                  | 2                  |                      | 11                   | 1                    |               | -             | -             | 118    | 32     |        |